# 566 a.C.
Il 566 a.C. (DLXVI a.C. in numeri romani) è un anno  del VI secolo a.C.

## Eventi
Data approssimativa della nascita di Siddartha Guatama (Buddha) a  Lumbinī, Nepal.
Inaugurazione delle Panatenee (Atene) da parte del tiranno Pisistrato.

## Nati
- Gautama Buddha, monaco buddista, filosofo e mistico indiano († 486 a.C.)